# 흑새치
흑새치(영어: black marlin, 학명: Istiompax indica 이스티옴팍스 인디카[*])는 인도양과 태평양의 열대와 아열대 수역에서 발견되는 새치의 일종이다. 측정된 최고 크기가 길이 5m, 무게는 800kg으로 새치류 중에서 가장 크다. 낚싯줄을 129km/h로 풀어나간 기록을 감안하면, 흑새치는 분명 가장 빠른 어류 중 하나이다. 흑새치는 상업적으로 어획되며 낚시 대상어로 인기가 높다.

## 특징
흑새치는 청새치, 돛새치 그리고 백새치 보다 짧은 주둥이와 둥글고 낮은 지느러미를 가지고 있다. 또한 약 75kg에 달하는 몸 쪽으로 접을 수 없는 단단한 지느러미를 가지고 있어 다른 새치들과 구별된다.

## 참조
- ^ BBC Worldwide (27-05-2008). Black marlin - the fastest fish on the planet. Ultimate Killers - BBC wildlife.
- Froese, Rainer and Pauly, Daniel, eds. (2013). "Istiompax indica" in FishBase. April 2013 version.
- Tony Ayilng & Geoffrey Cox, Collins Guide to the Sea Fishers of New Zealand, (William Collins Publishers Ltd, Auckland, New Zealand 1982) ISBN 0-00-216987-8